# Красноуралск
Красноуралск (на руски: Красноуральск) е град в Свердловска област, Русия. Населението на града към 1 януари 2018 година е 22 996 души.

## История
Селището е основано през 1925 година, през 1931 година получава статут на град.